# Der naturen bloeme (Detmolds handschrift)

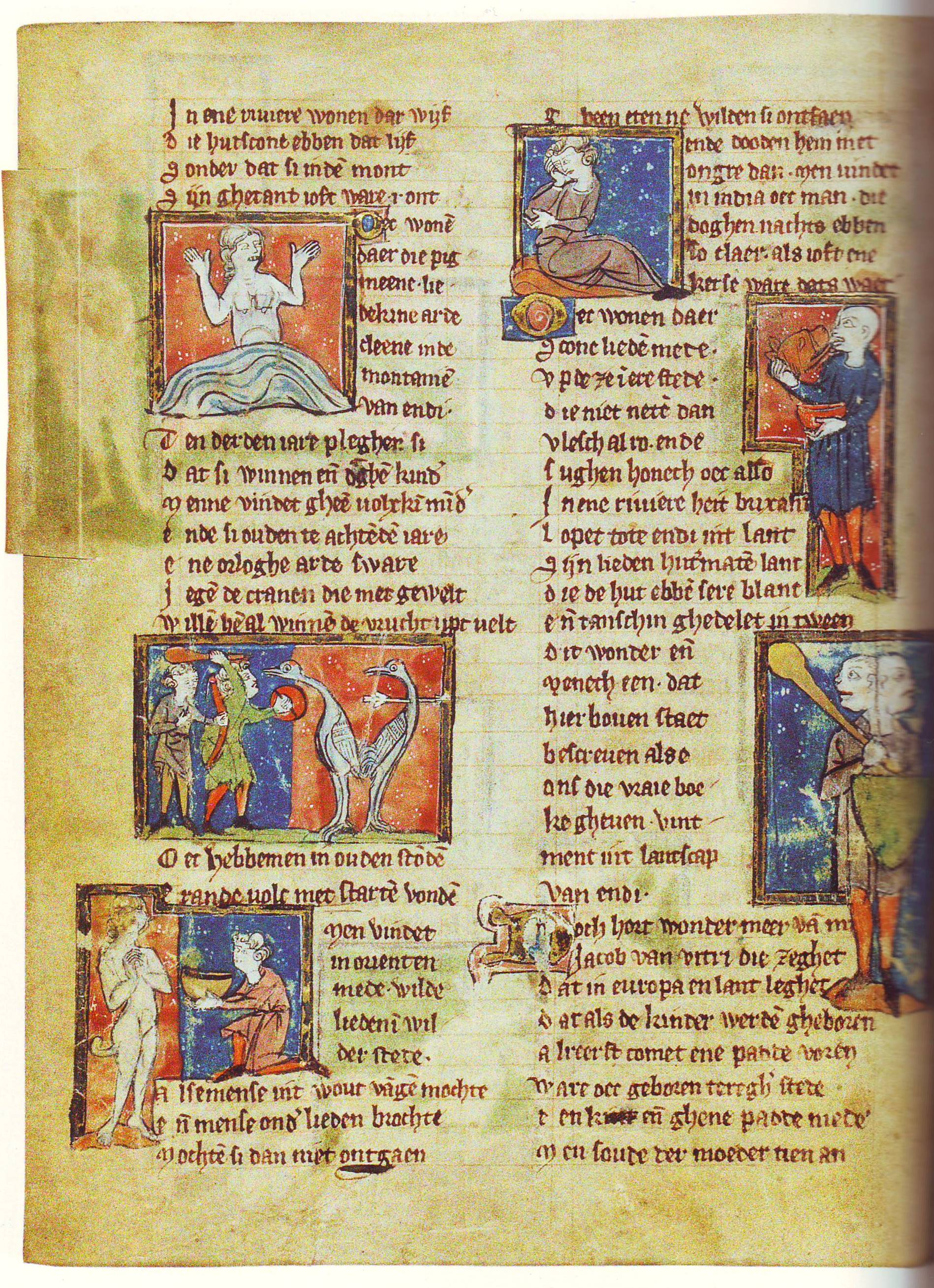
Der naturen bloeme, Detmold LB 70, f12r

Der naturen bloeme is een verlucht handschrift met de Middelnederlandse tekst van het werk van Jacob van Maerlant. Het werk is een 13e-eeuwse encyclopedie over alles wat in de natuur te vinden is, gebaseerd op het Liber de natura rerum van Thomas van Cantimpré. Het Detmoldse handschrift werd geschreven in 1287, nog tijdens het leven van Maerlant, en is de oudste kopie die van het werk bewaard is gebleven. Het wordt bewaard in de Lippische Landesbibliothek in Detmold met als signatuur Mscr.70.

## Beschrijving
Het handschrift bestaat uit 141 perkamenten folia die bij latere bindingen afgesneden werden op 202 bij 157 mm. Miniaturen die buiten dit kader vielen, werden rondom afgeknipt en daarna omgeplooid om binnen het nieuwe formaat te passen. De bladspiegel is 172 bij 120 mm groot. De tekst werd geschreven in een gotische minuskel in twee kolommen van 33 tot 40 lijnen per blad. De tekst van Der naturen bloeme is samengesteld uit 17 quaternions van elk acht bladen en vangt aan op folium 8. De tekst wordt voorafgegaan door een paastabel en een kalender. Er blijkt in grote lijnen slechts één kopiist aan het handschrift gewerkt te hebben.
De kopiist begint normaal elk vers op een nieuwe lijn. Naast miniaturen die geen volledige kolombreedte innemen, schreef hij de tekst doorlopend, meestal zonder de verzen door een rijmpunt te scheiden. De eerste letter van elk is door een iets grotere spatie van de rest van het woord afgescheiden.
Het handschrift is ingebonden in perkament over karton. De binding dateert waarschijnlijk uit de 18e of 19e eeuw. Er ontbreken twee folia en uit fol. 76 zijn twee miniaturen en de bijhorende versregels weggesneden.

## Datering en herkomst
Op folium 1 recto is een paastafel ingevoegd die begint bij het jaar 1287 en doorloopt tot 1319. In de kalender zijn de in het rood geschreven bijzondere feestdagen vooral van vooral in het Brugse vereerde heiligen, naast een aantal heiligen, die bijzonder vereerd werden in Sint-Omaars. Maar ook heiligen typisch voor Oudenburg, Gent en Terenburg komen in de kalender voor. Volgens Maurits Gysseling was de kalender dus waarschijnlijk een Brugse kalender die aangepast werd in Sint-Omaars of omgekeerd. Omwille van het gebruik van Franse heiligennamen leek hem de eerste veronderstelling de meest waarschijnlijke, in Brugge zou men de Vlaamse namen gebruikt hebben in die tijd. Tegenwoordig is men eerder van mening dat de kalender was opgesteld om zowat overal in Vlaanderen gebruikt te worden. Men gaat er dan ook vanuit dat het manuscript geschreven werd in Brugge of het noordwestelijke deel van Vlaanderen op bestelling van vermoedelijk een leek die regelmatig op reis was in Vlaanderen.
Ook al zijn de paastafel en de kalender van een andere hand dan de rest van het handschrift, en kunnen de paastafel en de kalender dus een stuk ouder zijn dan het afschrift Der naturen bloeme, gaat men er tegenwoordig van uit dat deze twee delen toch bij elkaar horen. De datum van de paastafel wijst op een ontstaansdatum van 1287 of iets daarvoor en kan bijgevolg als ontstaansdatum van het handschrift gezien worden.
Uit schrijffouten van de kopiist kan men afleiden dat de legger voor deze kopie niet de autograaf van Maerlant was, maar een tussenliggend exemplaar dat verloren gegaan is. Een gecorrigeerde verschuiving van zes zinnen in de legger, waarbij waarschijnlijk naar de correctie verwezen werd, is in het Detmoldse handschrift zonder meer overgenomen zonder verwijzing naar de fout.
Zeeuwse taalkenmerken die hier en daar in de tekst voorkomen zoals dutsch voor dietsch en vernuwen in de plaats van verniewen, en de foutieve aanname van Gysseling over de Zeeuwse afkomst van Maerlant, hebben ertoe geleid dat men vroeger aannam dat het over een Zeelandse tekst ging die door een Bruggeling werd gekopieerd. We weten vandaag dat Maerlant uit het Brugse was en dat de Zeelandse accenten dus van het kopiëren moeten afkomstig zijn. Gezien het er zo weinig zijn, denkt men vandaag dat de kopie ook van de hand van een Bruggeling was, die een Zeeuwse legger afschreef. Hij zou dan hier en daar het verbeteren van Zeeuwse woorden over het hoofd gezien hebben.

## Verluchting
De stijl van de miniaturen in het Detmoldse handschrift wijzen in de richting van een aantal miniaturisten van de eerste Brugse psaltergroep die actief waren tussen 1245 en 1270.
Elk boek, uitgenomen dat over de metalen, begint met een veelkleurige bewoonde initiaal van drie tot acht regels hoog, doorgaans met een afbeelding van de beschreven soort. De beschrijvingen van de aparte wezens of objecten beginnen meestal met een gouden lombarde binnen een gekleurd met filigraanwerk versierde achtergrond van twee regels hoog.
De meeste objecten in de boeken 1 tot 7, werden geïllustreerd met een miniatuur, meestal een kolom breed en zes lijnen hoog, waarin het beschreven object, mensenras, dier, plant, boom of steen, werd afgebeeld. In totaal zijn er 500 miniaturen in het handschrift geschilderd. De achtergrond is dikwijls in bladgoud en de artiest gebruikte heldere krachtige kleuren. Vanaf boek 8 werd er spaarzamer verlucht. Boek 9 tot 11 bevatten geen miniaturen. Boek 12 kreeg er nog 22 in het begin en in boek 13 is niets meer te vinden.

## Geschiedenis
Op het schutblad is een papierstrook gekleefd, misschien uit een vroeger schutblad geknipt, waarop C.M.T staat met daaronder Christoff Smerheim, geschreven in een handschrift uit de 16e eeuw (volgens Gysseling). Christoff Smerheim was burgemeester van Detmold tussen 1550 en 1584 en het handschrift was misschien in zijn bezit. Een naamgenoot, Christoph Smerheim leidde de staf tussen 1616 en 1627. Via deze welstellende burgemeestersfamilie kwam het manuscript in het bezit van graaf Simon VI van Lippe. De toevoegingen in de kalender van de heiligen Victor en Gallus op respectievelijk 10 en 16 oktober werden door Gyseling als 15e-eeuws aangezien. Dit zou betekenen dat het handschrift zich in die tijd al in Duitsland bevond.